# Acigné
Acigné (bretonisch: Egineg) ist eine Gemeinde mit 6911 Einwohnern (Stand: 1. Januar 2022) im Département Ille-et-Vilaine in der Region Bretagne im Nordwesten Frankreichs. Die Gemeinde gehört zum Arrondissement Rennes und zum Kanton Liffré. Die Einwohner werden Acignolais genannt.

## Geographie
Acigné liegt etwa zehn Kilometer östlich von Rennes an der Vilaine, in die hier die Veuvre mündet. Umgeben wird Acigné von den Nachbargemeinden Liffré im Norden, La Bouëxière im Nordosten, Servon-sur-Vilaine im Osten, Brécé im Südosten, Noyal-sur-Vilaine im Süden, Cesson-Sévigné im Westen und Thorigné-Fouillard im Nordwesten.

## Geschichte
Im vierten Jahrhundert wurde das Gebiet der Legende nach von Martin von Tours christianisiert.
Im Mittelalter war Familie de Sévigné, benannt nach dem Schloss Sévigné (château de Sévigné) in Gévezé, die Lehnsherren von Acigné.
| Jahr      | 1962  | 1968  | 1975  | 1982  | 1990  | 1999  | 2006  | 2017  |
| --------- | ----- | ----- | ----- | ----- | ----- | ----- | ----- | ----- |
| Einwohner | 1.557 | 1.776 | 2.319 | 3.554 | 4.361 | 5.246 | 5.785 | 6.740 |

## Sehenswürdigkeiten
- Kirche Saint-Martin-de-Tours, erbaut 1904
- Château des Onglées, seit 2012 Monument historique
- Wassermühle von Acigné

## Gemeindepartnerschaften
Mit folgenden Gemeinden pflegt Acigné Partnerschaften:
- Wachtendonk, Nordrhein-Westfalen, Deutschland
- Șeica Mare, Siebenbürgen, Rumänien